# Detroit Tigers
Os Detroit Tigers são uma equipe da Major League Baseball sediada em Detroit, Michigan, Estados Unidos. Eles estão na American League. Os Tigers é uma das 8 equipes chamadas "charter franchises", ou seja, é uma das franquias mais velhas da MLB. 
Os Tigers construíram o Bennett Park e começaram a jogar lá em 1896. Em 1921, a equipe se mudou para o Navin Field, que foi construído no mesmo local. Foi ampliado em 1938 e renomeado para Briggs Stadium. Foi rebatizado para Tigers Stadium em 1961 e os Tigers jogaram lá até se mudarem para o Comerica Park, em 2000.

## História
O clube é um membro fundador da Liga Americana, e um dos quatro clubes (com o Boston Red Sox, Chicago White Sox e Cleveland Indians) que ainda está localizado em sua cidade natal.

## American League: 1901–presente
Os Tigres fizeram seu primeiro jogo como uma equipa da liga principal em casa contra o Milwaukee Brewers em 25 de abril de 1901, com uma estimativa de 10 mil torcedores no Bennett Park. Depois de entrar no nono inning atrás do placar (13-4), a equipe organizou um dramático retorno para vencer à 14-13. A equipe terminou em terceiro lugar no campeonato com oito equipes.

## The Tigers: "Os Tigres"
Existem várias lendas sobre a forma como os Tigers têm o seu apelido. Um deles envolve as listras laranja que eles usavam em suas meias pretas. O Gerente dos Tigers, George Stallings, tomou crédito para o nome; no entanto, o nome apareceu nos jornais antes, quando Stallings era gerente. Outra história se refere a um jornalista que comparou a vitória do time de 1901, na estreia com a ferocidade de seu time universitário, Princeton Tigers.

## A era Ty Cobb (1905–26)
Em 1905, a equipe adquiriu Ty Cobb, um jogador destemido com uma força média, que chegou a ser considerado como um dos maiores jogadores de todos os tempos. A adição de Cobb para uma equipe já talentoso que incluía Sam Crawford, Hughie Jennings, Bill Donovan e George Mullin rapidamente produziu resultados, com os Tigers ganhando seu primeiro título da American League em 1907. Jennings foi gerente da equipe de 1907-1920.

### 1907 American League Champions
Graças as rebatidas de outfielderes, como: Ty Cobb (0,350) e Sam Crawford (0,323), e os arremessos de Bill Donovan e Ed Killian (25 vitórias cada), os Tigers entraram 92-58 para ganhar o campeonato AL em 1,5 jogos de diferença sobre o Philadelphia Athletics. E conseguiram a sua primeira aparição na World Series no sétimo ano de existência. Os Tigers perderam contra o Chicago Cubs. O Jogo 1 terminou em um empate (3-3), após 12 innings. Os Tigers marcou apenas três corridas nos próximos quatro jogos, não marcando mais do que uma corrida por jogo e perdeu a série, 4 jogos a zero.

### 1908 American League Champions
Devido a um erro de programação, os Tigers (90-63) venceu a AL por apenas meio jogo (0.5) sobre os Cleveland Naps (90-64). Cobb bateu 0,324, enquanto Sam Crawford bateu 0,311 com 7 home runs, o que foi suficiente para levar o campeonato na era "dead ball".
O Cubs, no entanto, ganhou novamente de Detroit na World Series de 1908, segurando os Tigers para uma média de 0,209 rebatidas para na série, que os Cubs venceu em cinco jogos. Este seria a última World Series vencida pelos Cubs até 2016.

### 1909 American League Champions
Detroit fez uma temporada 98-54, vencendo a AL por 3,5 jogos sobre o Athletics. Ty Cobb venceu a Tríplice Coroa em 1909, atingindo 0,377 com 9 home runs (todos inside the park) e 107 RBI. Ele também liderou a liga com 76 bases roubadas. George Mullin foi o melhor arremessador, indo 29-8 com um ERA 2,22, enquanto o companheiro Ed Willett foi 21-10. O início de Mullin em 1909, quando ele venceu 11 partidas antes de sua primeira derrota foi um recorde para os Tigers por 104 anos, que só seria finalmente quebrado por Max Scherzer em 2013, quando este venceu 13.
Esperava-se um novo adversário na World Series, o Pittsburgh Pirates, produziria resultados diferentes. Os Tigers teve o desempenho melhor na "In the fallClassic", levando Pittsburgh para sete jogos, mas eles foram  humilados por 8-0 no jogo decisivo no Bennett Park.

### 1910-1914
Os Tigers caiu para o terceiro lugar na liga americana em 1910 com um recorde de 86-68. Eles fizeram 89 vitórias em 1911 e terminaram em segundo, mas ainda bem atrás da equipe Philadelphia Athletics, que ganhou 101 jogos. A equipe foi afundado para um sexto lugar em 1912 e 1913. Um ponto brilhante em 1912, foi George Mullin lançando primeiro no-hitter da franquia na vitória por 7-0 sobre o St. Louis Browns em 4 de Julho, no seu 32 aniversário.

### 1915
Em 1915, os Tigers conseguiram o record da franquia, ganhando 100 jogos, mas perdeu por pouco o campeonato da Liga Americana para o Boston Red Sox, que ganhou 101 jogos. Os Tigers de 1915 eram liderados por um campo externo constituído por Ty Cobb, Sam Crawford, e Bobby Veach que terminou em # 1, # 2 e # 3 em RBI e bases totais. Cobb também estabeleceu um recorde em bases roubadas, com 96 roubos de base. Recorde que permaneceu até 1962, quando foi quebrado por Maury Wills. O Historiador de Baseball, Bill James, classificou o outfield dos Tigers de 1915 como o da história da liga principal de beisebol. A única equipe na história da franquia com uma porcentagem de vitórias melhor do que os Tigers de 1915, foi a equipe de 1934, que perdeu a World Series para o St. Louis Cardinals.

### 1916–1920
Os Tigers caiu para terceiro lugar em 1916, com uma campanha de 87-67, e iria permanecer no meio da classificação da AL o resto da década, nunca ganhando mais de 80 jogos. No final da década de 10 e nos anos vinte, Cobb continuou a ser a estrela, embora ele tenha sido pressionado pelao outfielder, Harry Heilmann, que rebateu 0,342 na sua carreira.  Hughie Jennings deixou os Tigers após a temporada de 1920, tendo acumulado 1.131 vitórias como um gerente. Isso ficou como um record dos Tigers até 1992, quando foi quebrado por Sparky Anderson.

### 1921
Em 1921, os Tigers acumulou 1.724 rebatidas e uma média de rebatidas de 0,316. A equipe atingiu a melhor média e rebatidas válidas na história da liga americana. (De acordo com o "O Livro Elias de beisebol Records", 2008) Naquele ano, os outfielders Harry Heilmann e Ty Cobb terminaram em # 1 e # 2 em .AVG da Liga Americana com médias de rebatidas de 0,394 e 0,389. Como prova inicial do ditado: "O bom time de baseball tem que arremessar e rebater", a queda dos Tigers foi a ausência de bom arremessadores. A ERA da equipe foi de 4,40, e eles permitiram nove ou mais corridas 28 vezes. Sem apoio dos arremessadores para apoiar o ataque, os Tigers 1921 terminou em sexto lugar na liga americana em 71-82, 27 jogos atrás dos Yankees.

### 1922-26
Os Tigers continuou em campo com boas equipas durante o mandato de Ty Cobb como jogador-treinador, terminando tão alto como o segundo em 1923, mas a falta de qualidade dos arremessadores impediu de ganhar um campeonato. Na temporada de 1925, a 38 anos de idade, Cobb quase ganhou o título de mais rebatidas válidas. Mas ele foi mais uma vez superado pelo companheiro de equipe, Harry Heilmann, que recolheu seis acertos em um double no fim da temporada para terminar em 0,393 para 0,378 de Cobb.

## O rompimento dos Tigers (1927–40)

### 1934 American League Champions
Os Tigers venceram a AL em 1934, com um recorde de 101-53, um novo recorde de vitórias da franquia, e ainda a melhor porcentagem de vitórias (0,656) na história da equipe. O campo interno dos Tigers (Hank Greenberg e Charlie Gehringer, junto com shortstop Billy Rogell e terceira base Marv Owen) acumulou 769 visitas durante a temporada, com Gehringer (214 hits, 0,356 em média) liderando o caminho. "Schoolboy" Rowe levou um forte equipe de lançamento, ganhando 16 decisões seguidas, e terminando com um recorde de 24-8.
Os Tigers perderam a World Series de 1934  em sete jogos para o "Gashouse Gang" St. Louis Cardinals. Depois de vencer uma batalha apertada no jogo 5 com uma decisão por 3-1 sobre Dizzy Dean, Detroit levou uma vantagem de 3-2 na série, mas perdeu os dois próximos jogos no Navin Field. Pela segunda vez em um jogo 7 de World Series, Detroit perdeu. St. Louis marcou sete vezes no terceiro inning da partida contra Elden Auker e um par de relievers, enquanto Dizzy Dean deixou os rebatedores dos Tigers perplexos a caminho de uma vitória por 11-0. O jogo final foi marcado por um incidente feio. Depois de atingir o terceira base Marv Owen no sexto inning, Joe Medwick dos Cardinals teve que ser removido do jogo para sua própria segurança, pelo comissário Kenesaw Mountain Landis, depois de ser atingido por frutas e lixo de fãs irritados na arquibancada no campo da esquerda.

### 1935 World Series Champions  - A primeira World Series
Os Tigers contaram com 4 jogadores "futuro Hall of Fame" (Hank Greenberg, Mickey Cochrane, Ganso Goslin e Charlie Gehringer). Embora eles não tenham conseguido as mesmas 101 vitórias de 1934, seu recorde de 93-58 era bom o suficiente para dar-lhes o título da AL por três jogos sobre o New York Yankees. Hank Greenberg foi nomeado AL MVP depois de bater 0,328 e liderar a liga em home runs (36), walks de extra-base (98) e RBI (170). Incrivelmente, O total de RBI de Greenberg foi 51 a mais do que o próximo jogador mais próximo (Lou Gehrig, com 119). Os Tigers também tiveram boas temporadas de Charlie Gehringer (0,330), Mickey Cochrane (0,319) e dos lançadores iniciais, Tommy Pontes (21-10) e Elden Auker (18-7). 
Os Tigers finalmente ganharam sua primeira World Series, derrotando o Chicago Cubs, 4 jogos a 2. O Jogo 6 foi concluído com uma dramática walk-off RBI batida por "Goose" Goslin, marcando Cochrane para uma vitória por 4-3. 
Após o dono da equipe, Frank Navin, morrer durante a temporada de 1935, o fabricante de encanamento elétrico, Walter Briggs, Sr. assumiu o controle da equipe.

## Os anos de guerras (1941-45)

### 1945 World Series Champions - A segunda World Series
Com o fim da II Guerra Mundial e o regresso antecipado de Hank Greenberg e outros militares, a temporada 88-65 dos Tigers venceu a AL por apenas 1,5 jogos do Washington Senators. Hal Newhouser se tornou o primeiro arremessador na história da liga americana a ganhar o prêmio de MVP em duas temporadas consecutivas. "O príncipe Hal" ganhou a tríplice coroa lançando, ganhando a AL em vitórias (25-9), ERA (1,81) e strikeouts (212).
Com Newhouser, Virgil Trucks e Dizzy Trout no monte e Greenberg levando o ataque dos Tigers, Detroit ganhou em um jogo 7 de World Series pela primeira vez, apostando em Newhouser, abrindo uma vantagem de 5-0, antes do seu primeiro arremesso a caminho de uma vitória de 9-3 sobre os Cubs. Como muitas estrelas do beisebol ainda não tinha voltado do serviço militar, alguns estudiosos de beisebol têm considerado a Série de 45 um dos piores desempenhos na história da série. Por exemplo, antes da série, o jornalista esportivo Warren Brown foi perguntado sobre quem ele gostava, e ele respondeu: "Eu não acho que qualquer um deles pode ganhar!"  